# Diocesi di Diospoli Superiore
La diocesi di Diospoli Superiore (in latino Dioecesis Diospolitana Superior) è una sede soppressa e sede titolare della Chiesa cattolica.

## Storia
Diospoli Superiore (o anche Diospolis Magna), nome che in epoca romana fu dato alla città di Tebe nell'odierno Egitto, è un'antica sede episcopale della provincia romana della Tebaide Seconda nella diocesi civile d'Egitto. Faceva parte del patriarcato di Alessandria ed era suffraganea dell'arcidiocesi di Tolemaide.
Le Quien mette come primo vescovo di quest'antica sede episcopale Melezio, che aderì all'arianesimo. Questo vescovo è ignorato dalle altre fonti bibliografiche. Il primo vescovo storicamente documentato è un anonimo, che aveva aderito allo scisma meleziano; il suo nome appare nella lista, trasmessa da Atanasio di Alessandria, dei vescovi meleziani che Melezio di Licopoli inviò all'arcivescovo Alessandro di Alessandria all'indomani del concilio di Nicea del 325.
Nella lettera festale XI di Atanasio di Alessandria, del 339, vengono riportati i nomi di vescovi deceduti di diverse sedi egiziane e i nomi di coloro che furono nominati al loro posto. Per la sede di Tebe al defunto Filone succedette un altro vescovo con lo stesso nome. Filone II era ancora documentato nel 347, quando prese parte ad una riunione di vescovi e monaci a Latopoli, e forse ancora nel 356, anno in cui un vescovo di nome Filone fu esiliato, assieme ad altri vescovi, durante la persecuzione di Giorgio di Alessandria.
Le Quien inserisce nel 363 un vescovo di nome Hermon, ignoto nell'opera di Annick Martin. Secondo Klaas Worp, Hermon era probabilmente originario di Tebe, ma non necessariamente vescovo di Tebe. Lo stesso autore elenca nella sua cronotassi il vescovo Anisio, che prese parte al concilio di Efeso del 431; tuttavia Anisio non apparteneva alla Tebaide Seconda, ma fu vescovo di Tebe in Grecia, suffraganeo di Perigene di Corinto.
L'ultimo vescovo di epoca bizantina è Antonio, la cui attribuzione alla diocesi tebana è tuttavia controversa.
Nella Tebaide esisteva un'altra sede di nome Diospoli, indicata come Diospolis parva, da non confondere con la Diospolis inferior che si trovava nella regione del delta del Nilo. Di questa sede, ignota all'Index sedium titularium della Chiesa cattolica, sono noti due vescovi, Ammonio e Timoteo.
Dal XIX secolo Diospoli Superiore è annoverata tra le sedi vescovili titolari della Chiesa cattolica; la sede è vacante dal 9 gennaio 2007. La sede fu istituita nel corso dell'Ottocento con il nome di Tebe di Tebaide, che modificò nell'attuale nel 1933.

## Cronotassi

### Vescovi di epoca bizantina
- Melezio ? † (inizio del IV secolo) (vescovo ariano)
- Anonimo † (menzionato nel 325) (vescovo meleziano)
- Filone I † (? - circa 339 deceduto)
- Filone II † (circa 339 - dopo il 356 ?)
- Hermon ? † (menzionato nel 363)
- Antonio ? † (menzionato nel 600 circa)

### Vescovi titolari
- Serafino Brancone, O.S.B. † (12 febbraio 1759 - 15 agosto 1774 deceduto)
- Venanzio Mobili † (16 gennaio 1874 - 22 agosto 1875 deceduto)
- Antonio Sabatucci † (1º ottobre 1890 - 22 marzo 1892 nominato arcivescovo titolare di Antinoe)[9]
- Bernardo Nardi (Mauro da Leonessa), O.F.M.Cap. † (13 agosto 1895 - 3 ottobre 1911 deceduto)
- Ildefonso Vincenzo Pisani, C.R.L. † (3 gennaio 1912 - 21 maggio 1924 deceduto)
- Wilhelm Burger † (1º settembre 1924 - 16 marzo 1952 deceduto)
- Manuel Menéndez † (25 ottobre 1956 - 12 giugno 1961 nominato vescovo di San Martín)
- Nemesio Rivera Meza † (8 luglio 1961 - 9 gennaio 2007 deceduto)